# Jessica Bäckman

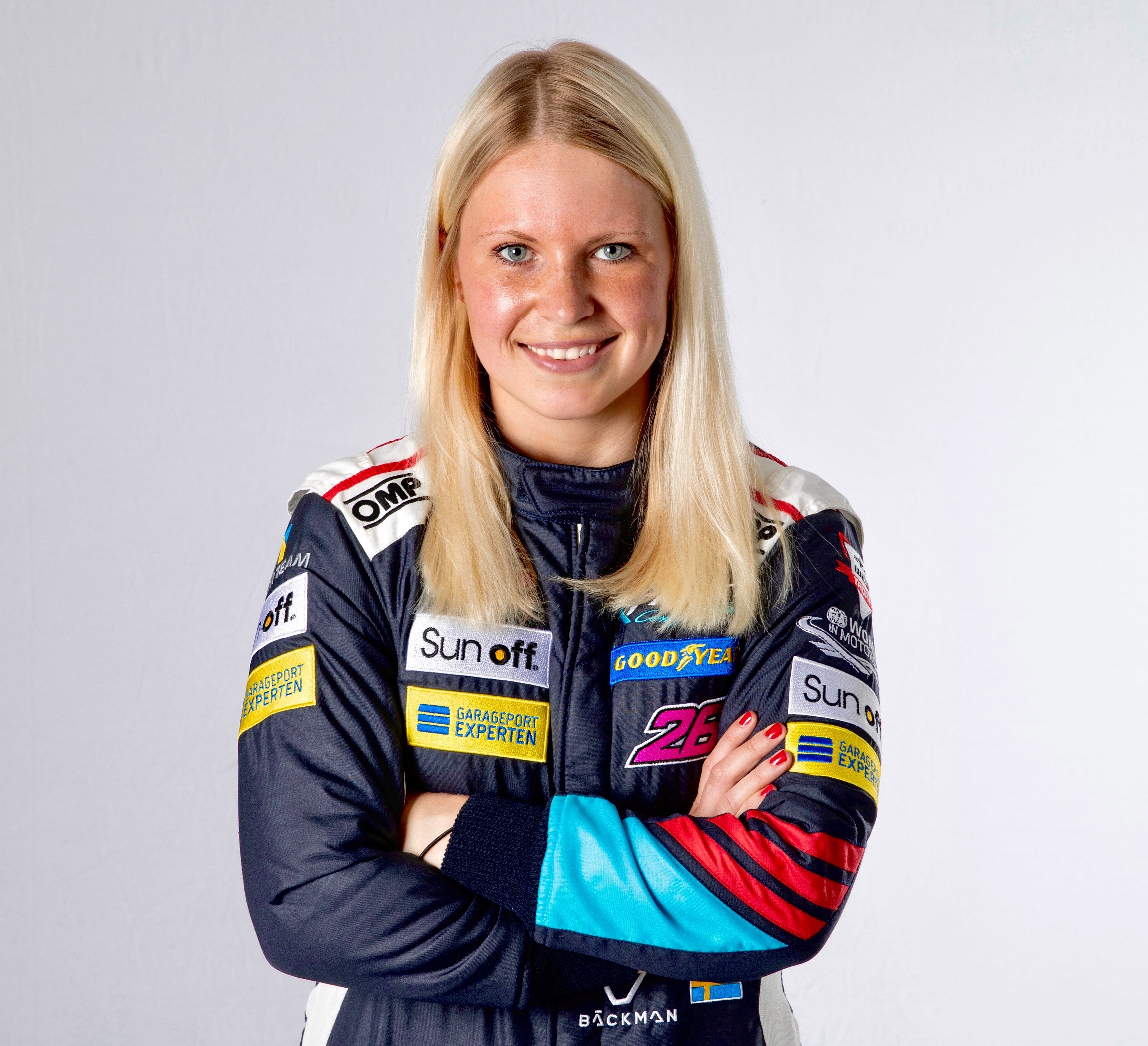
Jessica Bäckman

Jessica Bäckman (Boden, 25 augustus 1997) is een Zweeds autocoureur. Haar broer Andreas Bäckman is eveneens autocoureur.

## Carrière
Bäckman begon haar autosportcarrière in het karting in 2006. Zij nam voornamelijk deel aan kampioenschappen in Zweden en werd hier onder meer in 2009 derde in zowel het Noord-Zweedse als het nationale kampioenschap. In 2012 reed zij voor het eerst in internationale kampioenschappen; zo was zij de best geklasseerde vrouw in het wereldkampioenschap en werd zij vijfde in het Europees kampioenschap. Daarnaast werd zij dat jaar nationaal kampioen in de Junior-klasse. In 2013, 2014 en 2015 won zij races in het Belgisch kampioenschap. Daarnaast werd zij in 2014 tweede in het Zweedse KF2-kampioenschap en achtste in het Duitse KF2-kampioenschap. In 2016 werd zij derde in het algehele Belgische kampioenschap en won zij het Zweedse 125-kampioenschap.
In 2017 debuteerde Bäckman in het wereldkampioenschap rallycross en werd zij veertiende in de RX2-klasse van het evenement in Noorwegen. Ook won zij opnieuw het Zweedse 125-kampioenschap en was zij de beste vrouw in het wereldkampioenschap karting. In 2018 stapte zij over naar het circuitracen met haar deelname aan het TCR UK Touring Car Championship, waarin zij naast haar broer uitkwam voor het team WestCoast Racing in een Volkswagen Golf GTI TCR. Zij behaalde een podiumplaats op Brands Hatch en werd met 300 punten vierde in de eindstand. Daarnaast reed zij voor WestCoast in vijf van de zes raceweekenden van het Scandinavian Touring Car Championship. Hierin kende zij een lastiger seizoen met een twaalfde plaats op de Falkenbergs Motorbana als beste klassering, waardoor zij puntloos als achttiende in het klassement eindigde. Aan het eind van het jaar kwam zij uit in het laatste weekend van de TCR Europe Touring Car Series op het Circuit de Barcelona-Catalunya en eindigde de races als vijftiende en veertiende.
In 2019 nam Bäckman deel aan het volledige seizoen van de TCR Europe bij het team Target Competition in een Hyundai i30 N TCR, opnieuw als teamgenoot van haar broer. Zij behaalde een podiumfinish op de Hockenheimring en werd zo met 70 punten negentiende in het eindklassement. Tevens reed zij in het ADAC TCR Germany Touring Car Championship als gastcoureur tijdens de raceweekenden op het Autodrom Most en de Nürburgring. Op Most kwam zij niet verder dan een dertiende plaats en een uitvalbeurt, terwijl zij op de Nürburgring zevende en tweede werd. Verder nam zij deel aan het raceweekend op de Anderstorp Raceway van het STCC en eindigde hier de races als zevende en derde. Aan het eind van het jaar kwam zij uit in de FIA Motorsport Games, waarin zij in de toerwagenklasse voor haar nationale team zevende eindigde in beide races en zo zesde werd in de eindstand.
In 2020 behaalde Bäckman in de TCR Europe haar beste resultaat met een zevende plaats op het Autodromo Nazionale Monza, waardoor zij met 60 punten achttiende werd in de eindstand. Daarnaast nam zij opnieuw deel aan het raceweekend op de Nürburgring van de ADAC TCR Germany als gastcoureur. Ditmaal moest zij uitvallen in de eerste race, maar werd zij zesde in de tweede race.
In 2021 stapt Bäckman over naar de World Touring Car Cup, waarin zij naast haar broer uitkomt voor Target Competition in een Hyundai Elantra N TCR.